# Sorbonne

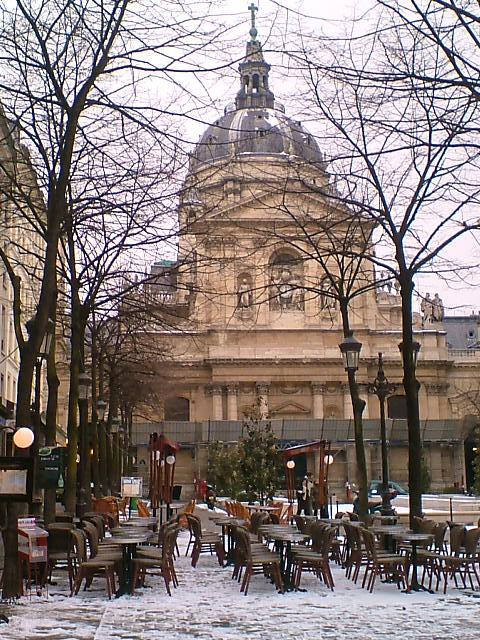
Capela da Sorbonne, sob neve

A Sorbonne, ou Sorbona, é um edifício histórico no Quartier Latin, de Paris, que abriga desde 1200 a principal universidade de Paris, a segunda universidade mais antiga da história. O nome Sorbonne alude ao teólogo do século XIII Roberto de Sorbon, fundador do Colégio de Sorbonne em 1257, que à época era dedicado ao ensino de teologia. Na língua corrente, o nome Sorbonne passou a identificar toda a Universidade de Paris.

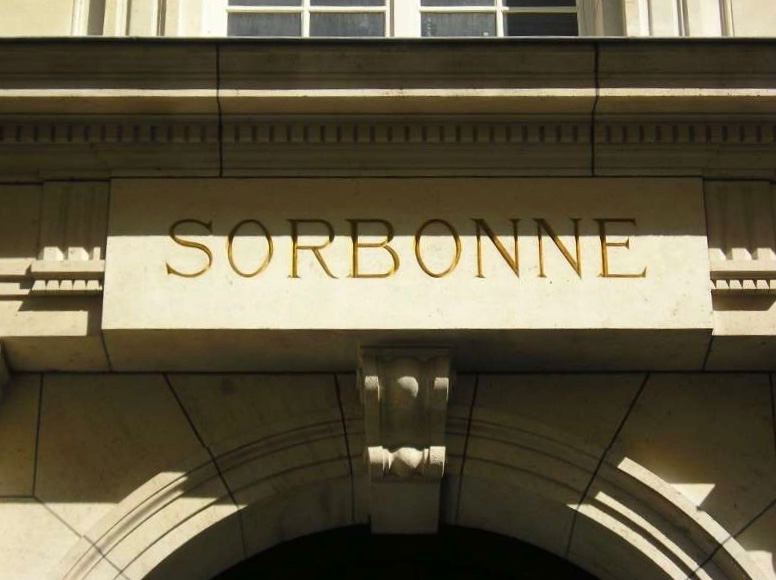
Inscrição sobre a entrada da Sorbonne

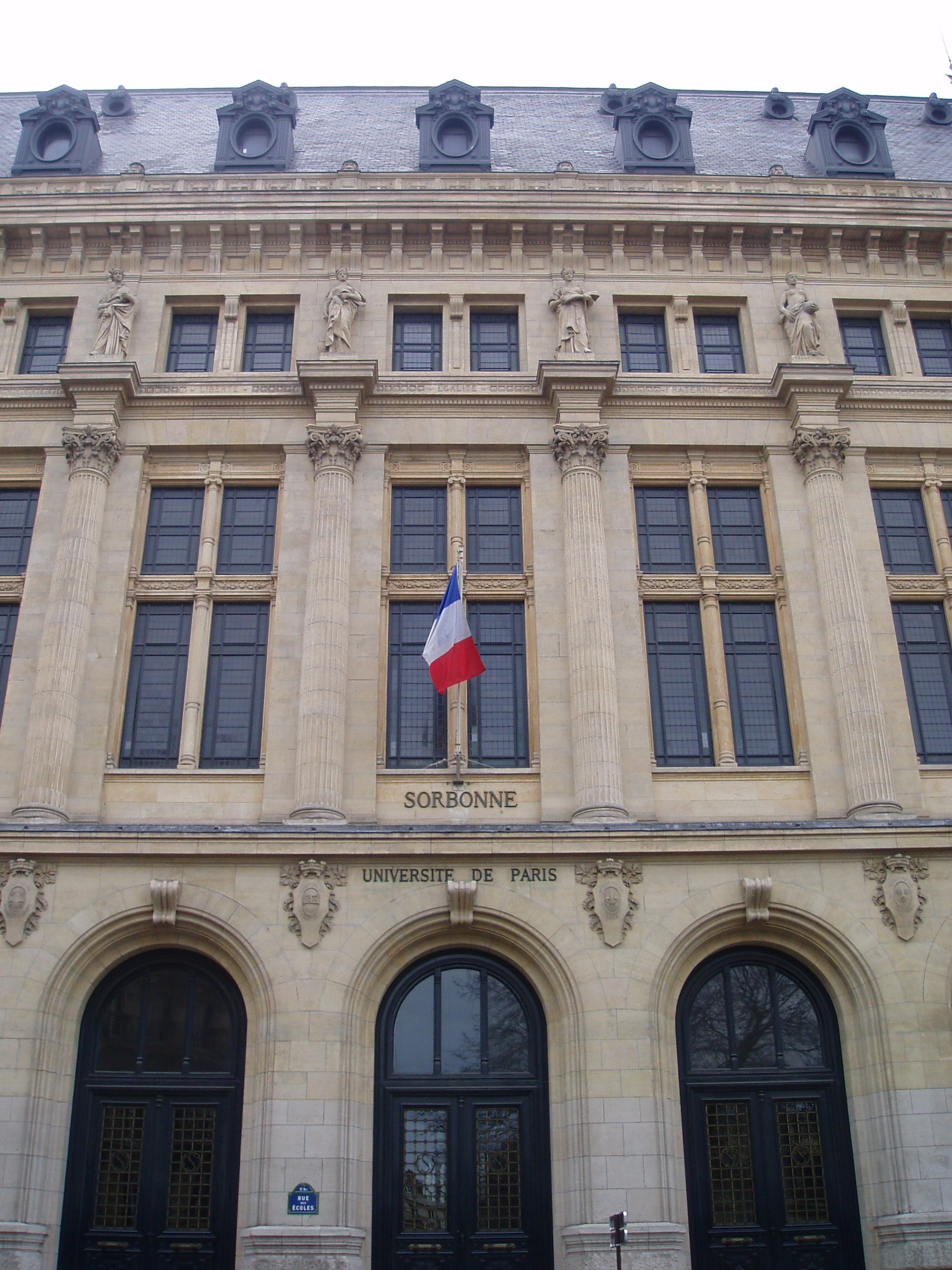
A frente do Edifício Sorbonne

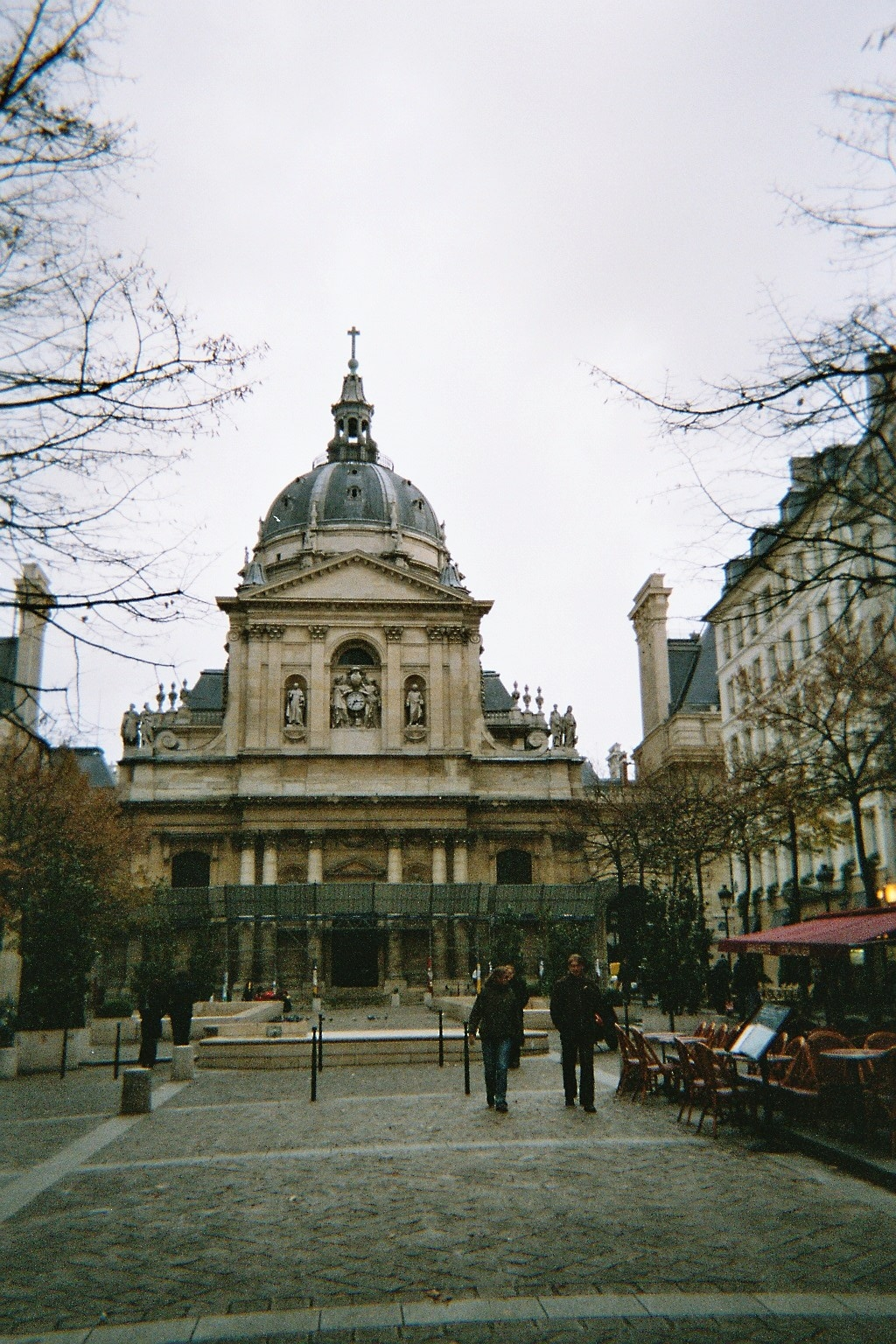
Place de la Sorbonne

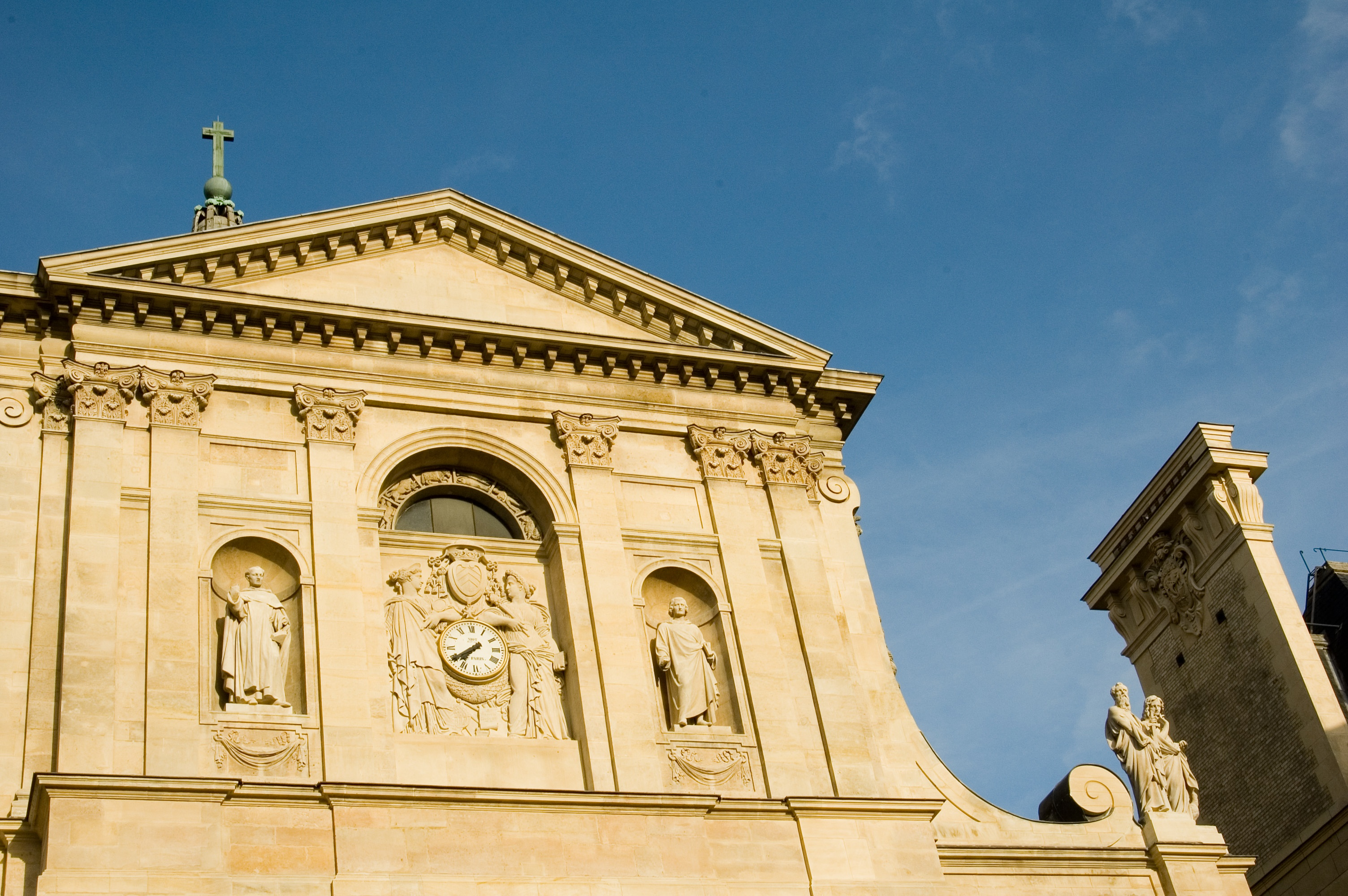
Exterior do edifício da Sorbonne

## Collège de Sorbonne

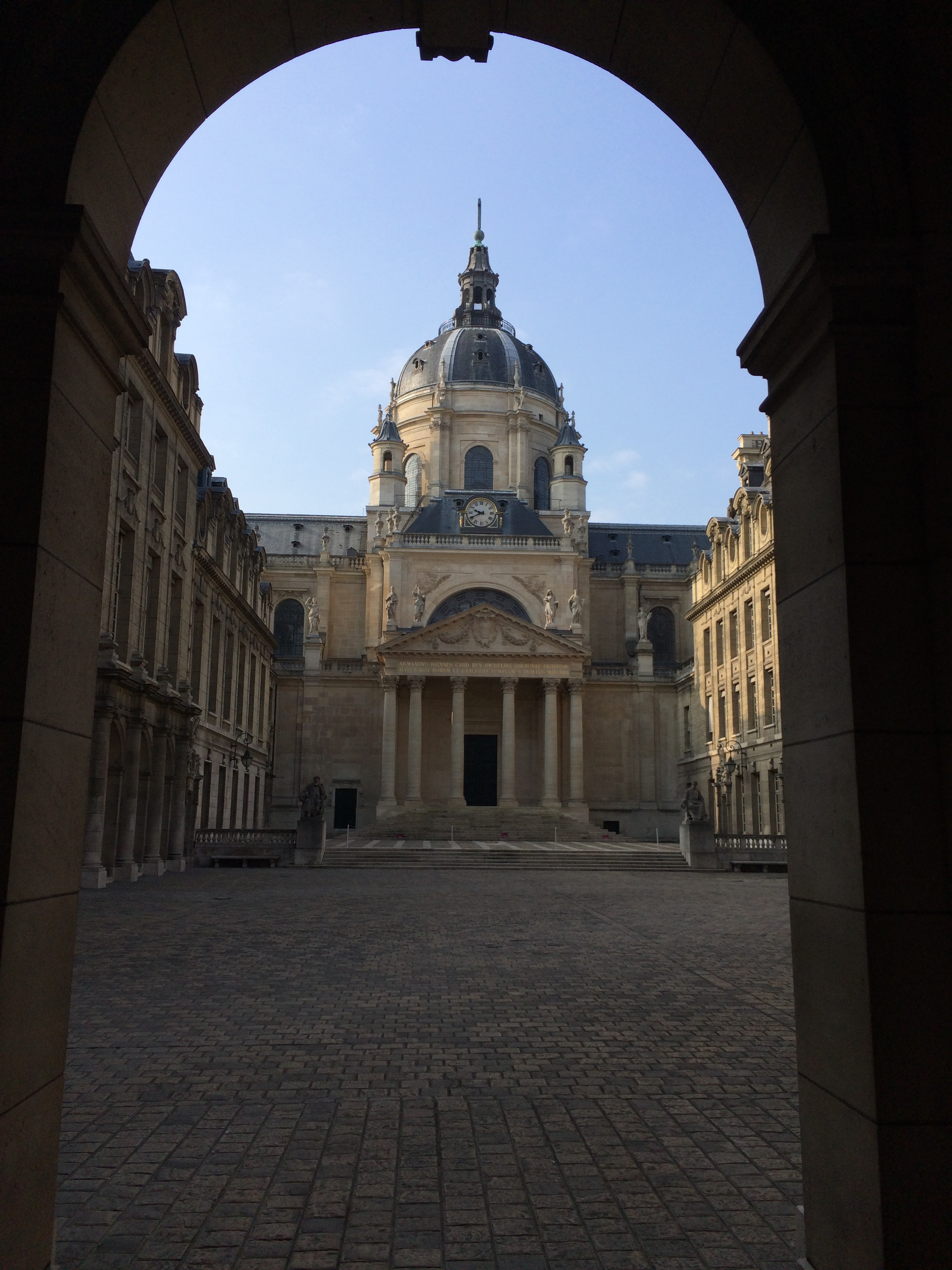
Sorbonne visto do pátio central

O colégio foi fundado em 1253 por Robert de Sorbon. Luís IX da França confirmou a fundação em 1257. Foi uma das primeiras faculdades significativas da Universidade medieval de Paris. A biblioteca foi uma das primeiras a organizar os itens em ordem alfabética de acordo com o título. A universidade antecede a faculdade em cerca de um século, e faculdades menores já haviam sido fundadas durante o final do século XII. Durante o século XVI, a Sorbonne envolveu-se com a luta intelectual entre católicos e protestantes. A Universidade serviu como um importante reduto das atitudes conservadoras católicas e, como tal, conduziu uma luta contra a política do rei Francisco I de tolerância relativa aos protestantes franceses, exceto por um breve período durante 1533, quando a Universidade foi colocada sob controle protestante. A Sorbonne, agindo em conjunto com a Igreja Católica, condenou 500 obras impressas como heréticas entre 1544 e 1556.
O Collège de Sorbonne foi suprimido durante a Revolução Francesa, reaberto por Napoleão em 1808 e finalmente fechado em 1882. Este foi apenas um dos muitos colégios da Universidade de Paris que existiram até a Revolução Francesa. Hastings Rashdall, em As Universidades da Europa na Idade Média (1895), que ainda é uma referência padrão sobre o assunto, lista cerca de 70 faculdades da universidade apenas da Idade Média; alguns deles tiveram vida curta e desapareceram antes do final do período medieval, mas outros foram fundados no início do período moderno, como o Collège des Quatre-Nations.

## Faculdade de Teologia de Paris
Com o tempo, a faculdade passou a ser a principal instituição francesa de estudos teológicos e "Sorbonne" foi frequentemente usada como sinônimo da Faculdade de Teologia de Paris, apesar de ser apenas uma das muitas faculdades da universidade.

## Maio de 1968
Após meses de conflitos entre estudantes e autoridades da Universidade de Paris em Nanterre, a administração fechou a universidade em 2 de maio de 1968. Os alunos do campus da Sorbonne em Paris se reuniram em 3 de maio para protestar contra o fechamento e a ameaça de expulsão de vários estudantes em Nanterre.
Em 6 de maio, o sindicato nacional de estudantes, Union Nationale des Étudiants de France (UNEF) - ainda o maior sindicato estudantil da França hoje - e o sindicato de professores universitários convocaram uma marcha para protestar contra a invasão policial da Sorbonne. Mais de 20 000 alunos, professores e outros apoiadores marcharam em direção à Sorbonne, ainda isolada pela polícia, que atacou, empunhando seus cassetetes, assim que os manifestantes se aproximaram. Enquanto a multidão se dispersava, alguns começaram a fazer barricadas com o que estava ao alcance, enquanto outros atiravam pedras da calçada, forçando a polícia a recuar por um tempo. A polícia então respondeu com gás lacrimogêneo e atacou a multidão novamente. Centenas de estudantes foram presos.
O dia 10 de maio marcou a "Noite das Barricadas", onde os alunos usaram carros, madeira e paralelepípedos para barricar as ruas do Quartier Latin. Brutais combates de rua ocorreram entre estudantes e a tropa de choque, principalmente na Rue Gay-Lussac. No início da manhã seguinte, quando a luta acabou, Daniel Cohn-Bendit enviou uma transmissão de rádio convocando uma greve geral. Na segunda-feira, 13 de maio, mais de um milhão de trabalhadores entraram em greve e os estudantes declararam que a Sorbonne estava "aberta ao público". As negociações terminaram e os alunos retornaram aos seus campi após um relatório falso de que o governo havia concordado em reabri-los, apenas para descobrir a polícia ainda ocupando as escolas.
Quando a Sorbonne foi reaberta, os estudantes a ocuparam e a declararam uma "Universidade do Povo" autônoma. Durante as semanas que se seguiram, aproximadamente 401 comitês de ação popular foram estabelecidos em Paris e em outros lugares para documentar queixas contra o governo e a sociedade francesa, incluindo o Comitê de Ocupação da Sorbonne.

## Situação atual
Em 1970, a Universidade de Paris foi dividida em treze universidades, administradas por uma reitoria comum, a Chancellerie des Universités de Paris, com escritórios na Sorbonne. Juntas, elas somam 55 000 estudantes. Três dessas universidades mantêm instalações no edifício histórico da Sorbonne e, portanto, têm a palavra em seu nome: Sorbonne University, Panthéon-Sorbonne University e Sorbonne Nouvelle University. A Universidade Paris Descartes também usa o prédio da Sorbonne. O edifício também abriga a École Nationale des Chartes, a École pratique des hautes études, o Cours de Civilization Française de la Sorbonne e o Bibliothèque de la Sorbonne.

A Capela da Sorbonne foi classificada como monumento histórico francês em 1887. O anfiteatro (Le Grand Amphithéâtre) e todo o complexo de edifícios (fachadas e telhados) tornaram-se monumentos em 1975.